# Filippo Benedetto de Sio
Filippo Benedetto de Sio (30 de novembro de 1585 – 16 de agosto de 1651) foi um prelado católico romano que serviu como bispo de Boiano de 1641 a 1651 e bispo de Caiazzo de 1623 a 1641.